# قصر فؤاد سراج الدين
قصر فؤاد سراج الدين هو قصر يقع في حي جاردن سيتي بالقاهرة.في عام 2013 قامت شخصية القطرية بشراء القصر مقابل 110 مليون جنيه.

## التاريخ
تم تشييد القصر في عام 1908 من قبل مهندس إيطالي وسلم لصاحبه كارلي بيرلي الذي مكث فيه أسبوعًا واحدًا حتى توفى نتيجة سكتة قلبية، لتؤجر ابنتاه القصر للسفارة الألمانية، وفي عام 1914 أندلعت الحرب العالمية الأولى، ووضعت حكومة الاحتلال الإنجليزى في هذا الوقت القصر تحت الحراسة الجبرية، ومع توقيع معاهدة فرساي عام 1919، رُفعت الحراسة عنه وتم تأجيره لمدرسة سويدية، وتحول إلى مدرسة فرنسية.استمرت المدرسة لمدة 12 عاما وأغلقت بعد إفلاسها فتم عرض القصر للبيع في 1929وكان محامى العائلة أرمينى الجنسية تربطه صداقة بسراج الدين، وعرض عليه شراء القصر وكان سراج يقطن في تلك الفترة في المبتديان، وأراد أن ينقل عائلته المكونة من 6 أولاد وابنتين للإقامة في بيت كبير، وبالفعل قام سراج الدين باشا شاهين بشرائه عام 1930 وتوفى سراج الدين باشا بعد ٤ أعوام في 1934. ويُعد القصر شاهد على العديد من الاجتماعات السياسية السرية الخاصة بتشكيل الحكومات في الفترة من 1940 إلى عام 1952، والشاهد على زيارات شخصيات بارزة على رأسها سعد زغلول والنقراشى باشا ومصطفى النحاس باشا والملك فاروق لحضور اجتماعات سياسية.